# Micropterix amsella
Micropterix amsella je vrsta moljca koji pripada porodici Micropterigidae. Vrstu je prvi opisao John Heath 1975. godine. Endemska je vrsta za Hrvatsku.
Raspon krila iznosi 6 – 8 mm.

## Vanjske poveznice
- Slika